# Serie B 2001-2002 (calcio a 5)
Il dodicesimo campionato di serie B, il quarto di terzo livello, si è svolto tra il 13 ottobre 2001 e il 13 aprile 2002, prolungandosi fino all'8 giugno 2002 con la disputa delle partite di spareggio. Il regolamento della competizione è stato leggermente modificato rispetto a quello della precedente edizione, riducendo il numero di promozioni tramite play-off introdotto dalla riforma dei campionati. Al termine della stagione regolare, la prima società classificata di ogni girone è promossa d'ufficio in serie A2, mentre le società classificatesi al dodicesimo e all'undicesimo posto retrocedono direttamente nei campionati regionali. Le squadre piazzatesi al nono e al decimo posto si affrontano tra loro in una fase a eliminazione diretta, basata su gare di andata e di ritorno, per decretare ulteriori sei retrocessioni. Le squadre classificatesi al secondo e al terzo posto accedono ai play-off, che coinvolgono anche le formazione classificatesi dal decimo al dodicesimo posto nei due gironi di serie A2.
Divise in due raggruppamenti (le società del girone A di serie A2 con quelle dei gironi A, B e C di serie B, mentre le società del girone B di serie A2 con quelle dei gironi D, E e F di serie B), le squadre si affrontano in quattro fasi ad eliminazione diretta basate su gare di andata e di ritorno, per assegnare gli ultimi due posti disponibili alla prossima edizione del campionato di serie A2.

## Girone A

### Partecipanti
Il girone A comprende quattro società lombarde, altrettante piemontesi, tre toscane e il solo San Lorenzo della Costa a rappresentare la Liguria poiché il Camogli Golfo Paradiso, vincitore della Serie C ligure, non ha presentato domanda di iscrizione. Le altre società neopromosse sono il Livorno 94 (che fa ritorno nella categoria dopo appena una stagione di assenza), il Bubalo 92 (con sede a Mappano) e lo Sport Club Domus (con sede a Bresso). La Gabetto, vincitrice della fase nazionale della Coppa Italia di Serie C, durante l'estate si è fusa con il Futsal Torino, dando vita al "Piemonte Calcio a Cinque". Il Città di Follonica ha cambiato denominazione, assumendo la storica dicitura "Pro Follonica" in seguito alla fusione con la squadra di calcio cittadina (Football Club Follonica). Dalla Serie A2 è retrocesso l'IGP Calcetto mentre il Milano si è sciolto, cedendo il titolo sportivo ai concittadini della Valprint Futsal Fram (serie C).

### Classifica
|  | Pos. | Squadra                 | Pt | G  | V  | N | P  | GF  | GS  | DR  |
|  | ---- | ----------------------- | -- | -- | -- | - | -- | --- | --- | --- |
|  | 1.   | Piemonte                | 47 | 22 | 15 | 2 | 5  | 148 | 106 | +42 |
|  | 2.   | Gordona                 | 42 | 22 | 12 | 6 | 4  | 117 | 112 | +5  |
|  | 3.   | Valprint Milano         | 37 | 22 | 11 | 4 | 7  | 82  | 68  | +14 |
|  | 4.   | Cesana RV               | 36 | 22 | 11 | 3 | 8  | 115 | 94  | +21 |
|  | 5.   | IGP Pisa                | 35 | 22 | 10 | 5 | 7  | 112 | 97  | +15 |
|  | 6.   | SUB Milano              | 35 | 22 | 11 | 2 | 9  | 96  | 100 | -4  |
|  | 7.   | San Lorenzo della Costa | 30 | 22 | 8  | 6 | 8  | 79  | 78  | +1  |
|  | 8.   | Executive Millefonti    | 29 | 22 | 8  | 5 | 9  | 89  | 85  | +4  |
|  | 9.   | Bubalo 92               | 25 | 22 | 6  | 7 | 9  | 89  | 91  | -2  |
|  | 10.  | Pro Follonica           | 22 | 22 | 6  | 4 | 12 | 90  | 128 | -38 |
|  | 11.  | Livorno 94              | 18 | 22 | 6  | 0 | 16 | 106 | 141 | -35 |
|  | 12.  | Domus Bresso            | 16 | 22 | 4  | 4 | 14 | 63  | 86  | -23 |

### Verdetti[4]
- Piemonte promosso in serie A2 2002-03.
- Sport Club Domus  e, dopo i play-out, Pro Follonica retrocesse nei campionati regionali.
- Associazione Studenti Sportivi Università Bocconi cede il titolo sportivo al Futsal Vigevano.
- Livorno 94 retrocesso ma successivamente ripescato.

## Girone B

### Partecipanti
Il girone B comprende quattro società provenienti dal Veneto, tre dall'Emilia-Romagna, due rispettivamente da Friuli-Venezia Giulia e Trentino-Alto Adige e il solo San Michele a rappresentare la Toscana. Dai campionati regionali sono state promosse Altamarca, Gradese e Pomarolo; per tutte le neopromosse si tratta del debutto assoluto nelle competizioni nazionali. L'Aldeno non ha presentato domanda di iscrizione, ripartendo dalle categorie regionali. Al suo posto è stata ripescata la Polisportiva Giemme, sconfitta nei play-out dal Bologna Futsal nella stagione precedente. Proprio i felsinei durante l'estate hanno modificato la denominazione in "San Lazzaro Futsal".

### Classifica
|  | Pos. | Squadra     | Pt | G  | V  | N | P  | GF  | GS  | DR  |
|  | ---- | ----------- | -- | -- | -- | - | -- | --- | --- | --- |
|  | 1.   | San Lazzaro | 52 | 22 | 17 | 1 | 4  | 138 | 73  | +65 |
|  | 2.   | Cadoneghe   | 48 | 22 | 15 | 3 | 4  | 141 | 77  | +64 |
|  | 3.   | San Michele | 44 | 22 | 13 | 5 | 4  | 114 | 73  | +41 |
|  | 4.   | Giemme      | 43 | 22 | 13 | 4 | 5  | 125 | 98  | +27 |
|  | 5.   | Dese        | 39 | 22 | 13 | 0 | 9  | 127 | 97  | +30 |
|  | 6.   | Manzano     | 35 | 22 | 11 | 2 | 9  | 116 | 120 | -4  |
|  | 7.   | Altamarca   | 32 | 22 | 9  | 5 | 8  | 94  | 84  | +10 |
|  | 8.   | Bubi Merano | 27 | 22 | 7  | 6 | 9  | 77  | 101 | -24 |
|  | 9.   | Bologna FF  | 23 | 22 | 7  | 2 | 13 | 106 | 133 | -27 |
|  | 10.  | Gradese     | 17 | 22 | 5  | 2 | 15 | 71  | 109 | -38 |
|  | 11.  | Ambroveneto | 10 | 22 | 2  | 4 | 16 | 80  | 143 | -63 |
|  | 12.  | Pomarolo    | 6  | 22 | 0  | 6 | 16 | 68  | 149 | -81 |

### Verdetti[4]
- San Lazzaro promosso in serie A2 2002-03.
- Ambroveneto, Pomarolo e, dopo i play-out, Gradese retrocesse nei campionati regionali.
- Cadoneghe ripescato in Serie A2.
- Altamarca rinuncia al campionato di serie B 2002-03, iscrivendosi al campionato di Serie C1 del Veneto.

## Girone C

### Partecipanti
Il girone C comprende otto società provenienti dalle Marche, due dall'Emilia e una ciascuna da Lazio e Umbria. Dopo una sola stagione in Serie A2, fa ritorno nella categoria il San Benedetto mentre sono state promosse l'Eclisse (con sede a Lizzano in Belvedere), il Palombina Nuova (con sede nell'omonimo quartiere di Ancona) e il Magione, vincitrici dei rispettivi campionati regionali, oltre all'Alma Juventus Fano impostasi nei play-off nazionali di Serie C. A completamento dell'organico è stato ripescato il San Severino, sconfitto dal Bologna Football Five nei play-out della precedente edizione.

### Classifica
|  | Pos. | Squadra         | Pt | G  | V  | N | P  | GF  | GS  | DR  |
|  | ---- | --------------- | -- | -- | -- | - | -- | --- | --- | --- |
|  | 1.   | CUS Viterbo     | 52 | 22 | 16 | 4 | 2  | 143 | 70  | +73 |
|  | 2.   | Miracolo Piceno | 42 | 22 | 13 | 3 | 6  | 79  | 62  | +17 |
|  | 3.   | Rimini          | 41 | 22 | 12 | 5 | 5  | 112 | 84  | +28 |
|  | 4.   | Macerata        | 39 | 22 | 12 | 3 | 7  | 94  | 88  | +6  |
|  | 5.   | Palextra Fano   | 38 | 22 | 11 | 5 | 6  | 99  | 89  | +10 |
|  | 6.   | San Benedetto   | 37 | 22 | 11 | 4 | 7  | 88  | 71  | +17 |
|  | 7.   | Ascoli          | 32 | 22 | 9  | 5 | 8  | 115 | 96  | +19 |
|  | 8.   | Palombina Nuova | 27 | 22 | 8  | 3 | 11 | 68  | 84  | -16 |
|  | 9.   | Fano            | 26 | 22 | 8  | 2 | 12 | 101 | 114 | -13 |
|  | 10.  | San Severino    | 24 | 22 | 7  | 3 | 12 | 83  | 100 | -17 |
|  | 11.  | Magione         | 13 | 22 | 4  | 1 | 17 | 71  | 135 | -64 |
|  | 12.  | Eclisse         | 5  | 22 | 1  | 2 | 19 | 81  | 141 | -60 |

### Verdetti[4]
- CUS Viterbo promosso in serie A2 2002-03.
- Eclisse e, dopo i play-out, San Severino retrocesse nei campionati regionali.
- San Benedetto Calcetto Club non iscritto al campionato di serie B 2002-03.
- Magione retrocesso in serie C1 ma successivamente ripescato.

## Girone D

### Partecipanti
Il girone D comprende quattro società abruzzesi, tre provenienti dalla Puglia, altrettante dalla Basilicata e due Molise, dove va in scena il derby cittadino tra il CUS e la neopromossa Team Campobasso. Le altre società provenienti dalle categorie regionali sono la D'Angelantonio (con sede a Pescara), il Bisceglie e la Libertas Real Matera, vincitori dei rispettivi campionati. Dalla serie A2 è retrocesso l'Avezzano mentre la Polisportiva Bellevue non ha presentato domanda di iscrizione a nessun campionato FIGC.

### Classifica
|                                          | Pos. | Squadra         | Pt | G  | V  | N | P  | GF  | GS  | DR  |
| ---------------------------------------- | ---- | --------------- | -- | -- | -- | - | -- | --- | --- | --- |
| Vincitrice della Coppa Italia di Serie B | 1.   | Team Matera     | 57 | 22 | 19 | 0 | 3  | 147 | 77  | +70 |
|                                          | 2.   | Avezzano        | 45 | 22 | 14 | 3 | 5  | 80  | 53  | +27 |
|                                          | 3.   | D'Angelantonio  | 41 | 22 | 12 | 5 | 5  | 107 | 73  | +34 |
|                                          | 4.   | Bisceglie       | 35 | 22 | 10 | 5 | 7  | 77  | 61  | +16 |
|                                          | 5.   | Real Matera     | 33 | 22 | 10 | 3 | 9  | 82  | 88  | -6  |
|                                          | 6.   | CUS Campobasso  | 32 | 22 | 9  | 5 | 8  | 80  | 74  | +6  |
|                                          | 7.   | Teate 94        | 32 | 22 | 10 | 2 | 10 | 101 | 97  | +4  |
|                                          | 8.   | Barletta        | 31 | 22 | 10 | 1 | 11 | 111 | 103 | +8  |
|                                          | 9.   | Modugno         | 29 | 22 | 9  | 2 | 11 | 64  | 75  | -11 |
|                                          | 10.  | Marina CSA      | 28 | 22 | 8  | 4 | 10 | 96  | 105 | -9  |
|                                          | 11.  | CUS Potenza     | 16 | 22 | 5  | 1 | 16 | 80  | 131 | -51 |
|                                          | 12.  | Team Campobasso | 1  | 22 | 0  | 1 | 21 | 56  | 144 | -88 |

### Verdetti[4]
- Team Matera promosso in serie A2 2002-03.
- CUS Potenza e Team Campobasso retrocesse nei campionati regionali.
- Marina Castel Sant'Angelo retrocesso dopo i play-out ma successivamente ripescato.

## Girone E

### Partecipanti
Il girone E comprende tre società sarde e nove laziali, di cui quattro con sede a Roma. Dalla Serie A2 è retrocesso il Pomezia mentre dalla Serie C sono stati promossi i campioni regionali del Torrino e del Quartiere Marina (espressione dell'omonimo quartiere di Cagliari), oltre al FDM Velletri vincitore dei play-off nazionali. La blasonata società romana ritorna a disputare un campionato nazionale a cinque anni di distanza dalla cessione del proprio titolo sportivo alla Lazio mentre il Velletri si ripropone nella categoria dopo una sola stagione di assenza. Il Ladispoli ha ceduto il titolo sportivo all'Ostia. A completamento dell'organico è stato ripescato il Costa di Sopra, sconfitto dalla Lazio Calcetto nei play-out della precedente edizione.

### Classifica
|  | Pos. | Squadra          | Pt | G  | V  | N | P  | GF  | GS  | DR  |
|  | ---- | ---------------- | -- | -- | -- | - | -- | --- | --- | --- |
|  | 1.   | Torrino          | 50 | 22 | 15 | 5 | 2  | 123 | 66  | +57 |
|  | 2.   | Cerbara          | 43 | 22 | 14 | 1 | 7  | 106 | 62  | +44 |
|  | 3.   | ATS Quartu       | 39 | 22 | 11 | 6 | 5  | 100 | 73  | +27 |
|  | 4.   | Lazio Calcetto   | 39 | 22 | 12 | 3 | 7  | 99  | 93  | +6  |
|  | 5.   | Bellator Frusino | 32 | 22 | 9  | 5 | 8  | 93  | 86  | +7  |
|  | 6.   | Pomezia          | 32 | 22 | 9  | 5 | 8  | 73  | 70  | +3  |
|  | 7.   | Ostia            | 31 | 22 | 9  | 4 | 9  | 95  | 100 | -5  |
|  | 8.   | Ceccano          | 29 | 22 | 9  | 2 | 11 | 91  | 97  | -6  |
|  | 9.   | Velletri         | 28 | 22 | 8  | 4 | 10 | 90  | 91  | -1  |
|  | 10.  | Costa di Sopra   | 28 | 22 | 8  | 4 | 10 | 75  | 92  | -17 |
|  | 11.  | Quartiere Marina | 12 | 22 | 3  | 3 | 16 | 64  | 119 | -55 |
|  | 12.  | Civitavecchia    | 11 | 22 | 3  | 2 | 17 | 61  | 121 | -60 |

### Verdetti[4]
- Torrino promosso in serie A2 2002-03.
- Costa di Sopra dopo i play-out retrocesso in Serie C1 della Sardegna.
- Cerbara non iscritto al campionato di serie B 2002-03.
- Quartiere Marina e Civitavecchia retrocessi ma successivamente ripescati.

## Girone F

### Partecipanti
Il girone F comprende sette società campane, tre siciliane e due calabresi. Dalla serie A2 è retrocessa l'Aversa mentre dai campionati regionali sono state promosse Cosenza, Corleone e Gragnano; per queste ultime due si tratta del debutto assoluto in una competizione nazionale. Delle formazioni aventi diritto manca il Viagrande che ha rinunciato alla categoria ripartendo dalle categorie regionali. Completano l'organico i ripescaggi di Cristal Mode e Sinuessa, retrocesse al termine della precedente stagione.

### Classifica
|  | Pos. | Squadra          | Pt | G  | V  | N | P  | GF  | GS  | DR  |
|  | ---- | ---------------- | -- | -- | -- | - | -- | --- | --- | --- |
|  | 1.   | Nocerina         | 57 | 22 | 19 | 0 | 3  | 130 | 59  | +71 |
|  | 2.   | Aversa           | 50 | 22 | 16 | 2 | 4  | 95  | 50  | +45 |
|  | 3.   | Libertas Corbino | 47 | 22 | 14 | 5 | 3  | 115 | 85  | +30 |
|  | 4.   | Wisser Club      | 36 | 22 | 10 | 6 | 6  | 106 | 82  | +24 |
|  | 5.   | Cristal Mode     | 32 | 22 | 9  | 5 | 8  | 71  | 77  | -6  |
|  | 6.   | Gragnano         | 26 | 22 | 7  | 5 | 10 | 64  | 72  | -8  |
|  | 7.   | Forio            | 25 | 22 | 7  | 4 | 11 | 81  | 91  | -10 |
|  | 8.   | Avellino         | 24 | 22 | 7  | 3 | 12 | 95  | 114 | -19 |
|  | 9.   | Catanzaro        | 24 | 22 | 6  | 6 | 10 | 61  | 87  | -26 |
|  | 10.  | Sinuessa         | 24 | 22 | 7  | 3 | 12 | 78  | 92  | -14 |
|  | 11.  | Città di Cosenza | 21 | 22 | 5  | 6 | 11 | 67  | 86  | -19 |
|  | 12.  | Corleone         | 7  | 22 | 2  | 1 | 19 | 50  | 118 | -68 |

### Verdetti[4]
- Gioventù Nocerina e, dopo i play-off, Aversa Five Soccer promosse in serie A2 2002-03.
- Città di Corleone e Città di Cosenza retrocesse nei campionati regionali.
- Città di Gragnano cede il proprio titolo sportivo al Pompei.
- Catanzaro retrocesso dopo i play-out ma successivamente ripescato.

## Play-off
In tutte le fasi gli incontri sono disputati con gare di andata e di ritorno, al termine delle quali sono dichiarate vincenti le squadre che nelle due partite hanno ottenuto il maggior punteggio ovvero a parità di punteggio le squadre che hanno realizzato il maggior numero di reti. Nel caso di parità gli arbitri della gara di ritorno faranno disputare due tempi supplementari di 5 minuti ciascuno. Qualora anche al termine di questi le due squadre fossero in parità si procederà all'effettuazione dei tiri di rigore.

### Prima fase[8]
Il sorteggio per decretare gli accoppiamenti e l'ordine degli incontri della prima fase è stato effettuato il 17 aprile presso la sede della Divisione Calcio a 5. Gli incontri di andata si sono disputati il 20 aprile 2002, quelli di ritorno il sabato seguente.
| Squadra 1        | Totale | Squadra 2       | Andata | Ritorno |
| ---------------- | ------ | --------------- | ------ | ------- |
| Valprint Milano  | 8 - 17 | Cadoneghe       | 3 - 8  | 5 - 9   |
| San Michele      | 10 - 8 | Gordona         | 6 - 0  | 4 - 8   |
| D'Angelantonio   | 6 - 8  | Miracolo Piceno | 5 - 2  | 1 - 6   |
| Rimini           | 5 - 6  | Avezzano        | 2 - 2  | 3 - 4   |
| Libertas Corbino | 1 - 7  | Cerbara         | 0 - 1  | 1 - 6   |
| ATS Quartu       | 3 - 4  | Aversa          | 3 - 2  | 0 - 2   |

### Seconda fase[10]
Le società classificatesi al dodicesimo posto dei due gironi di Serie A2 (Seregno e Olimpia Calcio) sono state inserite nella seconda fase dei play-off di serie B. Gli accoppiamenti sono stati stabiliti tramite un sorteggio che definisce anche gli accoppiamenti dei turni successivi.
| Squadra 1   | Totale | Squadra 2       | Andata | Ritorno |
| ----------- | ------ | --------------- | ------ | ------- |
| Cadoneghe   | 6 - 3  | Seregno         | 4 - 1  | 2 - 2   |
| San Michele | 5 - 2  | Miracolo Piceno | 4 - 1  | 1 - 1   |
| Avezzano    | 3 - 7  | Cerbara         | 1 - 1  | 2 - 6   |
| Aversa      | 6 - 5  | Olimpia Ischia  | 2 - 2  | 4 - 3   |

### Terza fase[11]
Le società classificatesi al decimo e all'undicesimo posto (Afragola, Aosta, Cesena e Pianeta Verde) sono state inserite nel terzo turno dei play-off di Serie B. Gli incontri di andata si sono disputati sabato 18 maggio, quelli di ritorno il 25 maggio 2002.
| Squadra 1   | Totale | Squadra 2     | Andata | Ritorno     |
| ----------- | ------ | ------------- | ------ | ----------- |
| Cadoneghe   | 3 - 4  | Aosta         | 2 - 1  | 1 - 3 (dts) |
| San Michele | 2 - 9  | Cesena        | 1 - 4  | 1 - 5       |
| Cerbara     | -      | Afragola      | 2 - 1  | -           |
| Aversa      | -      | Pianeta Verde | 5 - 1  | -           |

### Quarta fase[12]
L'ordine degli incontri è stato stabilito tramite sorteggio effettuato dalla Divisione Calcio a 5. Le gare di andata si sono disputate sabato 1 giugno 2002 ad Aosta e Ostia, il ritorno sabato 8 giugno a Cesena e Aversa.
| Squadra 1 | Totale | Squadra 2 | Andata | Ritorno |
| --------- | ------ | --------- | ------ | ------- |
| Aosta     | 2 - 11 | Cesena    | 2 - 7  | 0 - 4   |
| Cerbara   | 3 - 5  | Aversa    | 1 - 1  | 2 - 4   |

## Play-out[14]
Otterranno la permanenza in Serie B le squadre che, nell'arco del doppio confronto, avranno realizzato il maggior numero di reti.
In caso di parità, al termine della sfida di ritorno, si giocheranno due tempi supplementari da 5' ciascuno. Perdurando la parità otterranno la salvezza le squadre meglio classificate al termine della stagione regolare. Le gare di andata si sono disputate il 27 aprile, quelle di ritorno il 5 maggio 2002 a campi invertiti.
| Squadra 1      | Totale | Squadra 2  | Andata | Ritorno     |
| -------------- | ------ | ---------- | ------ | ----------- |
| Pro Follonica  | 9 - 11 | Bubalo 92  | 4 - 5  | 5 - 6       |
| Gradese        | 4 - 12 | Bologna FF | 1 - 2  | 3 - 10      |
| Marina CSA     | 5 - 6  | Modugno    | 4 - 1  | 1 - 5       |
| San Severino   | 6 - 7  | Fano       | 3 - 3  | 3 - 4       |
| Costa di Sopra | 5 - 5  | Velletri   | 3 - 2  | 2 - 3 (dts) |
| Sinuessa       | 6 - 5  | Catanzaro  | 4 - 2  | 2 - 3       |